# Шарапово (Сергиево-Посадский район)
Шарапово — деревня в Сергиево-Посадском районе Московской области России, входит в состав сельского поселения Лозовское.

## Население
| 1859 | 1886 | 1895 | 1905 | 1926 | 2002 | 2006 | 2010 |
| ---- | ---- | ---- | ---- | ---- | ---- | ---- | ---- |
| 326  | ↘270 | ↘267 | ↗284 | ↗392 | ↘49  | ↗52  | ↗778 |

## География
Деревня Шарапово расположена на севере Московской области, в юго-восточной части Сергиево-Посадского района, примерно в 53 км к северо-востоку от Московской кольцевой автодороги и 9 км к юго-востоку от железнодорожной станции Сергиев Посад.
В 4 км северо-западнее деревни проходит Ярославское шоссе М8, в 23 км к юго-западу — Московское малое кольцо А107, в 7 км к северо-востоку — Московское большое кольцо А108, в 18 км к юго-востоку — Фряновское шоссе Р110.
В деревне одна улица — Военный городок, приписано шесть садоводческих товариществ (СНТ). Ближайшие сельские населённые пункты — деревни Алексеево, Шильцы и Шитова Сторожка, посёлки Лоза и Ситники.

## История

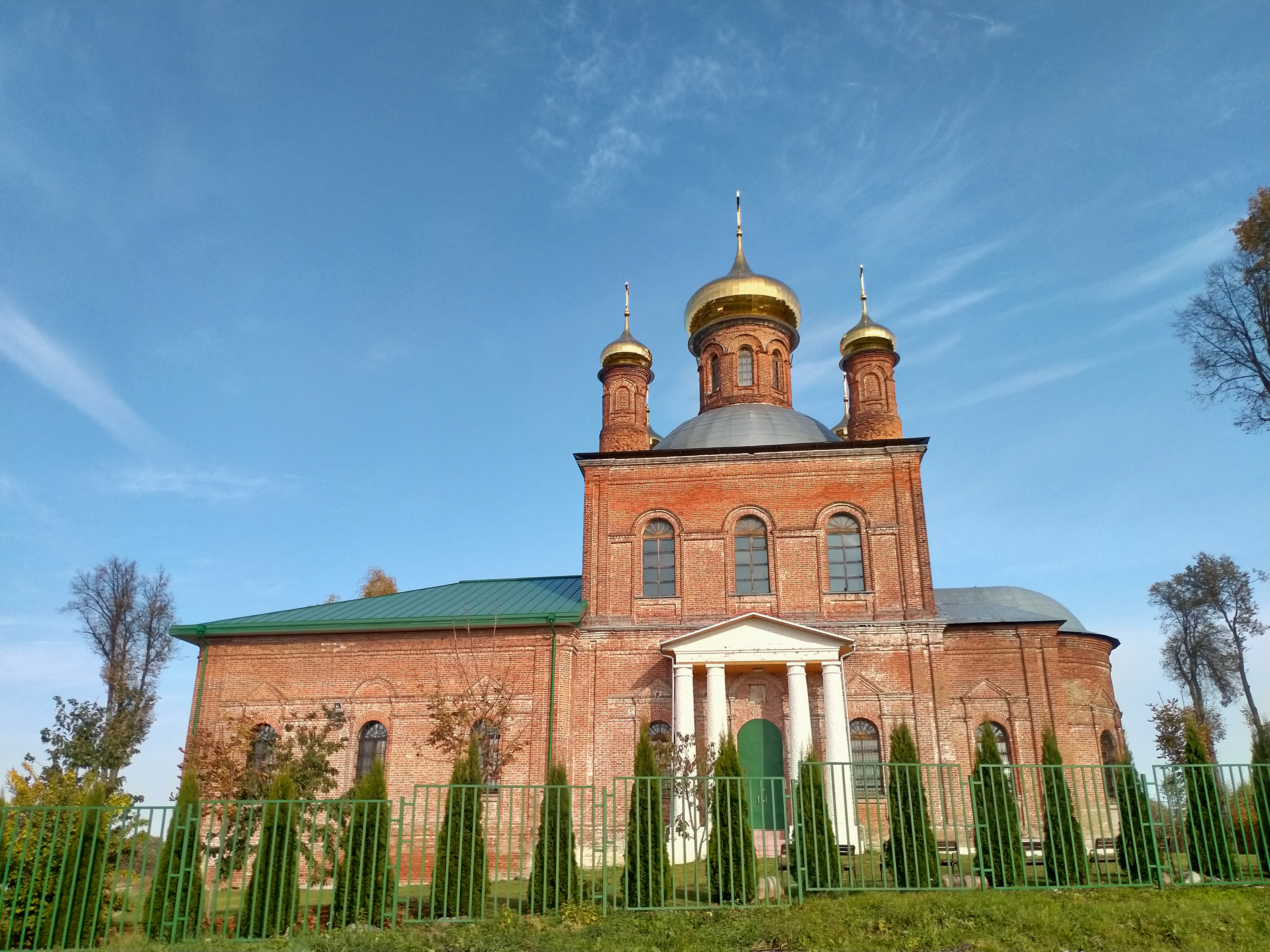
Церковь Михаила Архангела в с. Шарапово

Село Шарапово относилось к древнейшим поселениям Владимирской епархии и получило известность с 1328 года, после того, как его завещал Богородице-Рождественскому монастырю города Владимира великий князь Иван Данилович Калита.
В 1848—1854 гг. вместо здания 1778 года посторойки в Шарапове была возведена каменная пятиглавая церковь Михаила Архангела в духе эклектики. В 1860—1867 гг. были пристроены трапезная со Скорбященским и Ильинским приделами и колокольня. Не позднее 1930-х годов храм был закрыт, колокольня сломана. В 2000 году возвращён верующим в аварийном состоянии. Является объектом культурного наследия Российской Федерации, как памятник архитектуры регионального значения.
В «Списке населённых мест» 1862 года Шарапово — казённое село 1-го стана Александровского уезда Владимирской губернии по левую сторону Троицкого торгового тракта из города Алексадрова в Сергиевский посад Московской губернии, в 36 верстах от уездного города и становой квартиры, при оврагах и ручьях Синорье и Беляеве, с 63 дворами, православной церковью, училищем и 326 жителями (142 мужчины, 184 женщины).
По данным на 1895 год — село Ботовской волости Александровского уезда с 267 жителями (127 мужчин, 140 женщин). Основными промыслами населения являлись хлебопашество, выработка бумажных тканей и размотка шёлка, 17 человек уходили в качестве фабричных рабочих и прислуги на отхожий промысел в Сергиев посад.
По материалам Всесоюзной переписи населения 1926 года — центр Шараповской волости Сергиевского уезда Московской губернии и входящего в её состав Шараповского сельсовета, в 3,7 км от местного шоссе и 8,5 км от станции Сергиево Северной железной дороги; проживало 392 жителя (186 мужчин, 206 женщин), насчитывалось 56 хозяйств (53 крестьянских), в селе располагался волостной исполнительный комитет.
С 1929 года — населённый пункт Московской области в составе:
- Шараповского сельсовета Сергиевского района (1929—1930)[17],
- Шараповского сельсовета Загорского района (1930—1954)[18],
- Тураковского сельсовета Загорского района (1954—1963, 1965—1991)[19][20][21],
- Тураковского сельсовета Мытищинского укрупнённого сельского района (1963—1965)[20],
- Тураковского сельсовета Сергиево-Посадского района (1991—1994)[21],
- Тураковского сельского округа Сергиево-Посадского района (1994—2006)[22],
- сельского поселения Лозовское Сергиево-Посадского района (2006 — н. в.)[23][24].